# Gruda (Danilovgrad)
Pour les articles homonymes, voir Gruda.
Gruda (en serbe cyrillique : Груда) est un village du centre du Monténégro, dans la municipalité de Danilovgrad.

## Démographie

### Évolution historique de la population
| 1948 | 1953 | 1961 | 1971 | 1981 | 1991 | 2003 |
| ---- | ---- | ---- | ---- | ---- | ---- | ---- |
| 191  | 201  | 75   | 101  | 103  | 186  | 173  |